# Финикийские правители
Список правителей Финикии.

## Угарит(ок. 2500 − 1275 до н. э.)
(Северо-Западная Сирия). Столица Угарит (совр. Рас-Шамра)
- неизвестные цари (ок. 2500 − 1850 до н. э.)
- Никмадду I (уп. ок. 1850)
- Йакарум (уп. ок. 1825)

Египетское завоевание (ок. 1800—1600)
Гиксосское завоевание (ок. 1600—1500)
- Ибирану I (уп. ок. 1600)
- неизвестные цари (ок. 1600 − 1390 до н. э.)
- Аммистамру I (ок. 1390 − 1370)
- Никмадду II (ок. 1370 − 1345)
- Архальбу (1345 − 1336)
- Никмепа, сын (1336 − ок. 1265)
- Аммистамру II, сын (ок. 1265 − 1240)
- Ибирану II, сын (ок. 1240 − 1330)
- Никмадду III (ок. 1330 − 1225)

хеттское завоевание (ок. 1275 − 1200 до н. э.)
- Аммурапи III (ок. 1225 − 1185)
- Йакурум II (ок. 1185—1180)

завоевание «народов моря» (ок. 1180 до н. э.)

## Арвад(ок. 1100 − 331 до н. э.)
(Сирия, остров). Столица Арад
- Айаб (ок. 1400)
- неизвестные цари (ок. 1400—860 до н. э.)
- Милкули (ок. 860)
- Маттан (Меттенбал, Матан-баал I) (ок. 854)
- Абдилити (Абд-эл) (ок. 740—700)
- Мут-баал (Меттенбал, Матан-баал II) (ок. 680)
- Иккилу (Йакин-лу) (ок. 669)
- Абимилки, сын (ок. 640)
- Ахимилки, брат (соправитель ок. 640)
- Ази-баал, сын Иккилу (ок. 620—604)
- Аг-баал (ок. 500)
- Мербал (Мер-баал) (ок. 480)

вавилонское завоевание (604—539)
персидское завоевание (539—332)
- Стратон (Абд-Ашторет) (ок. 335)
- Герастрат (Гер-Ашторет) (ок. 334—331)

завоевание Александра Македонского (331 до н. э.)

## Библ(Гебал) (ок. 2800 − 331 до н. э.)
(Северный Ливан). Столица Библ (совр. Джбейль)
- неизвестные цари (ок. 2800 − 1810 до н. э.)
- 1. Абишему I (ок. 1810)
- 2. Йапа-шему Аби I (ок. 1792)
- 3. Йакин-лу
- 4. Йантин-Амму, сын
- 5. Абишему II
- 6. Йапа-шему Аби II
- 7. Эглиа
- 8. Риб-Адди (ок. 1400 − 1380)
- 9. Или-Рабих (ок. 1350)
- неизвестные цари (ок. 1350 − 1130)
- 10. Закар-Баал (ок. 1130)
- 11. Ахирам (ок. 1000)
- 12. Ито-баал
- 13. Аби-баал
- 14. Ихи-Мильки
- 15. Эли-баал
- 16. Шипти-баал (ок. 740)
- 17. Ури-Мильки (ок. 700)
- 18. Мильки-Ашапа (ок. 660)
- 19. Иху-Мильки (ок. 640)
- 20. Ихар-баал
- 21. Иху-Мильки (ок. 550)

персидское завоевание (558—332 до н. э.)
- 22. Эл-баал (ок. 360)
- 23. Ац-баал (ок. 340)
- 24. Адар-мелек (ок. 331)
- 25. Энил

завоевание Александра Македонского (331 до н. э.).

## Берит(ок. 2500 − 331 до н. э.)
(Центральный Ливан). Столица Берит (совр. Бейрут).
- неизвестные цари (ок. 2500 − 1375 до н. э.)
- Аммунира (ок. 1375)
- Абибал (Абел-баал) (ок. 1250)
- неизвестные цари и правители (ок. 1250 − 331 до н. э.)

завоевание Александра Македонского (331 г. до н. э.)

## Сидон (ок. 2700 − 250 до н. э.)
(Южный Ливан). Столица Сидон (совр. Сайда).
- неизвестные цари (ок. 2700—XVIII век до н. э.)
- Зимрида I (XVIII век до н. э.)
- неизвестные цари
- Зимрида II (Зимр-Адда) (ок. 1450 года до н. э.)
- Яаб-Нилуд (ок. 1350 год до н. э.)
- Федим (ок. 1250 год до н. э.), известен из греческой мифологии[1][2]
- под властью Тира (X—VIII века до н. э)
- Этбаал (940—908 год до н. э.), тесть израильского царя Ахава
- неизвестные цари
- Зимрида III (ок. 840 года до н. э.)
- Бел, известен из римской мифологии[3][4][5], тождествен Маттану I, царю Тира (829—821 год до н. э.)
- Ту-баал (Итобаал) (ок. 740 года до н. э.), вероятно тождественен Итобаалу II, царю Тира (750—739 год до н. э.)
- Лули (конец 700-х — начало 600-х годов до н. э.), вероятно тождественен Элулаю, царю Тира (729—694 год до н. э.)
- Абд-Мелькарт (начало VII века до н. э.)
- Абдимилькутте (начало 600-х — 678 год до н. э.), вероятно одно лицо с Абд-Мелькартом
- ассирийское завоевание (678—606 год до н. э.)
- вавилонское завоевание (606—538 год до н. э.)
- персидское завоевание (538—332 год до н. э.)
- Эшмуназар I (ок. 510 года до н. э.)[6]
- Табнит I (Тетрамнест) (начало V века до н. э.)
- Амашторет (Анисий) (ок. 480 года до н. э.)
- Эшмуназар II
- Баал Шиллем II (407—374 год до н. э.)
- Абд-аштарт (Бод-Аштарт) I Филелин (Стратон I) (ок. 374—363 год до н. э.)
- Табнит II (Теннес) (363—358 год до н. э.), поднял антиперсидское восстание в 358 году которое было подавлено в этом же году, Тир был полностью разрушен и восстановлен к 350 году
- Абд-Аштарт (Бод-Аштарт, Абдиаширта) II
- Ятон-Мелик
- Абд-Аштарт (Абдиаширта) III (Стратон II) (341—332 годы до н. э.)
- Македонское завоевание (332—323 год до н. э.)
- Абдалоним (Баллоним) (332—312 год до н. э.), одновременно и царь Тира
- В составе царства Антигона (323—301 год до н. э.)
- Филокл (ок. 312—310 год до н. э.)
- Эшмуназар IV (ок. 310—300 год до н. э.)
- В составе Птолемеевского Египта (301—198 год до н. э.)
- Табнит III, сын (ок. 300—280 год до н. э.)
- Эшмуназар V (ок. 280—260 год до н. э.)
- Абд-Аштарт (Бод-Аштарт) III (ок. 260—250 год до н. э.)
- селевкидское завоевание (198—ок. 112 год до н. э.)
- Аристократическая республика (112—64 год до н. э.)
- римское завоевание (64—27 год до н. э.)
- В составе Римской империи (27 год до н. э.—395 год н. э.)

## Тир(Цор) (ок. 2500—331 годы до н. э.)
(Южный Ливан). Столица Тир (совр. Сур)
- неизвестные цари (ок. 2500 — 990)
- Аби-мильку (ок. 1375)
- 1. Абибаал (ок. 990 — 978)
- 2. Хирам I Великий (ок. 978 — 944)
- 3. Баал-эзер (Балеазар) I (ок. 944 — 927)
- 4. Абд-аштарт (Абдастрат) (ок. 927 — 918)1
- 5. Мету-аштарт (Метустрат) (ок. 918 — 906)
- 6. Астарим (ок. 906 — 897)1
- 7. Пелит (ок. 897 — 896)1
- 8. Эшбаал I (Итобаал) (ок. 896 — 863)
- 9. Баал-эзер II (Балезор) (ок. 863 — 841)
- 10. Баал-маан-зери (ок. 841 — 829)
- 11. Маттан I (Митена) (ок. 829 — 820)
- 12. Пигмалион (Паам-элиун) (ок. 820 — 774)
- 13. неизвестный (ок. 774 — 750)
- 14. Эшбаал II (750—739)
- 15. Хирам II (739—730)
- 16. Маттан II (730—729)1
- 17. Элулай (Лули) (729—694)1
- 18. неизвестный (694—680)
- 19. Баал I (680—660)
- 20. неизвестный (660—591)
- 21. Эшбаал III (591—573)
- 22. Баал II (573—564)

вавилонское завоевание (564—339)
- 23. Иакин-баал (564—563)1
- 24. Калба (Хелбес) (563)1
- 25. Аббар (563—562).
- 26. Маттан III (Миттон) (562—556).
- Гер-Ашторет (Герострат) (соправитель 562 − 556)
- 27. Баал-эзер III (556—555)
- 28. Махар-баал (Мербал) (555—551)
- 29. Хирам III (Пром) (551—532)

персидское завоевание (539—331)
- Маттан IV (ок. 480)
- Аци-мильку (ок. 331)

Тир разрушен Александром Македонским (331 год до н. э.) 

аристократическая республика (120—64) 

римское завоевание (64 до н. э.)
- Марион (тиран; ок. 42 год до н. э.)

## Китий(Китион, Киттим) (ок. 1400 − 312 до н. э.)
(Западный Кипр). Столица Китий
микенская колония (ок. 1400—890 до н. э.)
финикийское завоевание (в составе Тирской державы) (IX—VIII вв.)
Столица ассирийского протектората на Кипре (709—669)
- неизвестные цари (ок. 890—500)
- неизвестный по имени царь (уп. ок. 500)
- Баалмелек I (479—449)
- Аз-баал (449 — ок. 425)
- Баалмелек II (ок. 425—400)
- Баалрам I (ок. 400—392)
- Баалрам II
- Абдмелек
- Баалрам III
- Мелекиатон (392—361)
- Демоник(ос) (соправитель, уп. ок. 388)
- Пигмалион (361—312)

1Умер насильственной смертью